# Rolls-Royce Cullinan
De Rolls-Royce Cullinan is een Britse luxe SUV gefabriceerd vanaf 2018 door Rolls-Royce Motor Cars.
Na de wereldwijde toegenomen interesse voor SUV-modellen, kondigde Rolls-Royce in februari 2015 aan dat het een luxe SUV wilde ontwikkelen. Drie jaar later kondigde Rolls-Royce aan dat het voertuig op de markt zou worden gebracht onder de naam "Cullinan". De naam gaat terug naar de grootste ooit gevonden diamant, de Cullinan. De luxe SUV werd officieel onthuld op 10 mei 2018 in Londen, hij wordt gebouwd in de Goodwood Plant in Westhampnett.
Concurrenten van de Cullinan zijn de Bentley Bentayga en de Range Rover SVAutobiography.
Technisch gezien bouwt de Cullinan voort op de in de achtste Phantom-generatie geïntroduceerde aluminium space frame-architectuur (ASF)
De Cullinan is na de Phantom VIII de tweede Rolls-Royce met vierwielbesturing. Tot een snelheid van minder dan 60 km/h is de stuurhoek van de achterwielen tegenovergesteld aan de voorwielen om de manoeuvreerbaarheid te verbeteren. Vanaf 60 km/h draaien de achterwielen in dezelfde richting als de voorwielen, ter verbetering van de stabiliteit van het voertuig.
Om in- en uitstappen te vergemakkelijken, kan de SUV vier centimeter met de voertuigsleutel worden verlaagd. Bovendien openen de deuren in tegenovergestelde richtingen, zoals in de Phantom en de Ghost.
Om in het interieur het geluid te dempen, is er een glazen wand geïnstalleerd tussen het passagierscompartiment en de bagageruimte.
De Cullinan heeft als eerste in massa geproduceerde Rolls-Royce-model een achterklep. De klep is verdeeld in twee delen en indien nodig kan deze worden uitgeklapt zoals in de Range Rover SVAutobiography tot twee "picknick"-eenzitsstoelen.
De Cullinan gebruikt de uit de Rolls-Royce Phantom VIII gekende 6,75 liter twaalfcilinder aangedreven benzinemotor met 420 kW (571 pk). De maximumsnelheid wordt door de fabrikant opgegeven met een geregelde snelheid van 250 km/h. Het platform van Cullinan is voorbereid op alternatieve aandrijving.

## Afbeeldingen

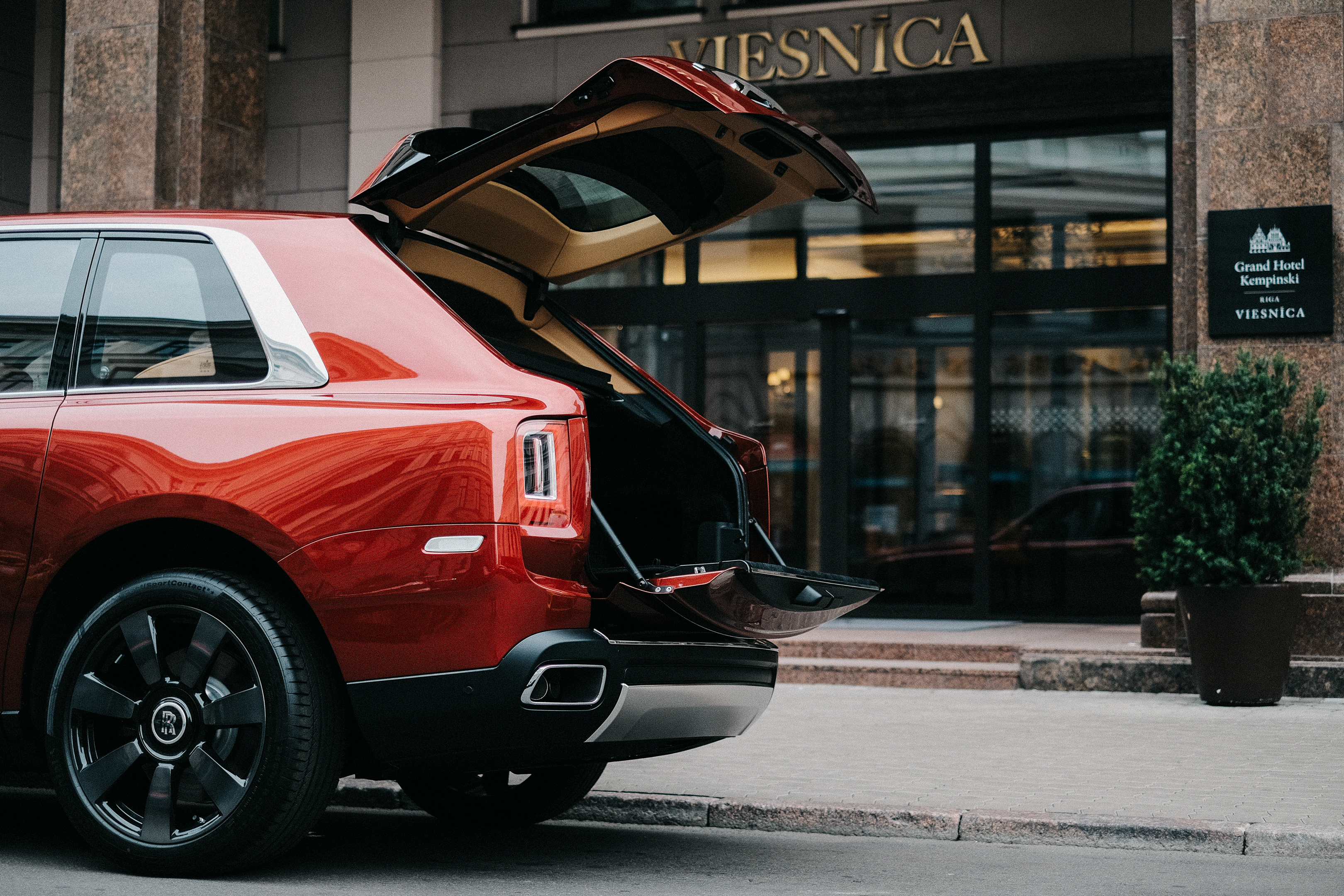
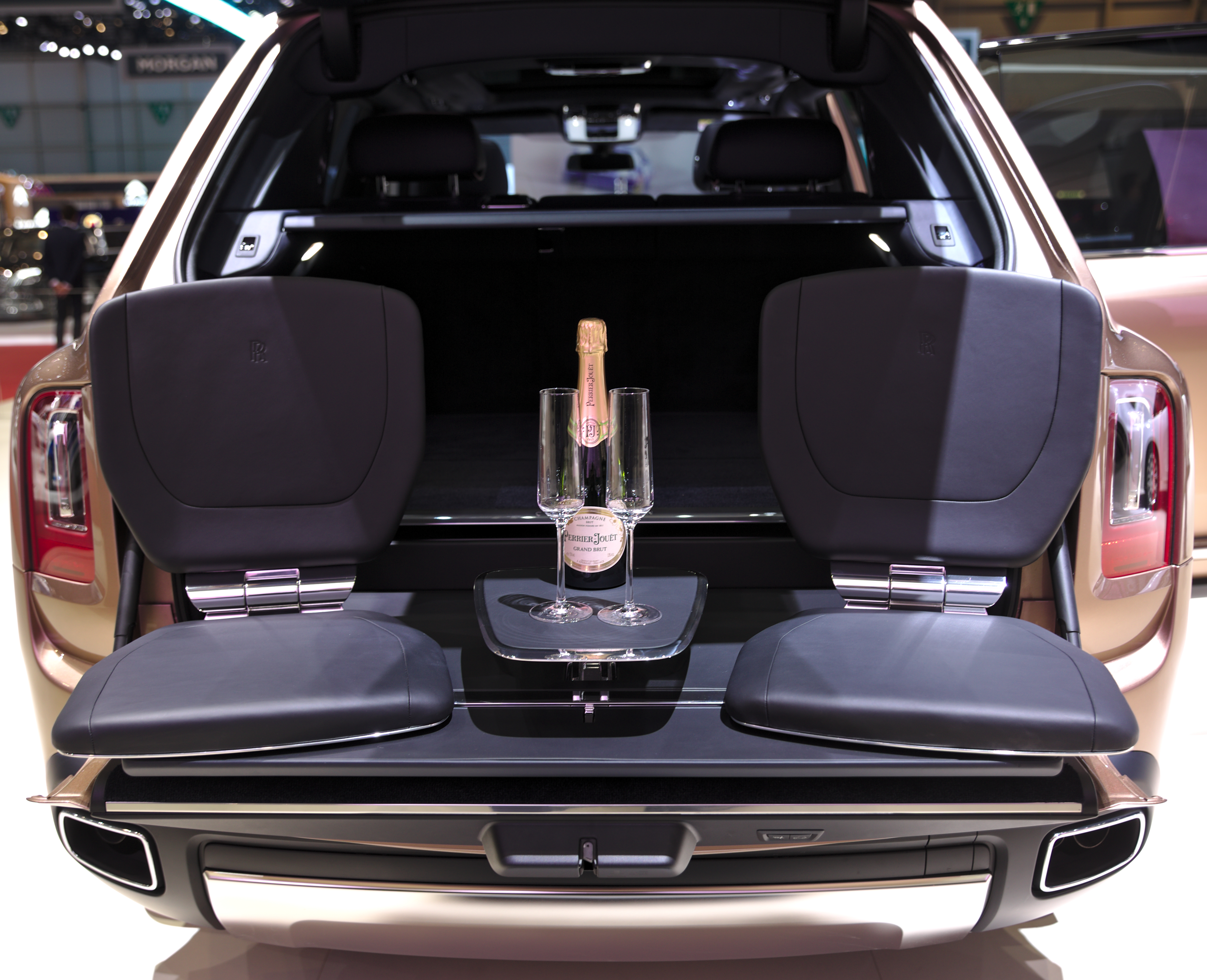
Op bestelling zijn “camping stoelen” voor de achterklep leverbaar